# József Antall
József Antall, född 8 april 1932 i Budapest i Ungern, död 12 december 1993 i Budapest, var en ungersk politiker och partiledare för MDF. Han var mellan 1990 och 1993 Ungerns första demokratiskt valda premiärminister efter murens fall. Antall hör till de mest respekterade i modern ungersk politik.
Antall studerade humaniora vid Eötvös Loránduniversitetet i Budapest. 